# Eodromaeus
Eodromaeus („Jitřní běžec“) byl rod jednoho z nejstarších známých neptačích dinosaurů. Žil na území dnešní Argentiny asi před 223 - 231 miliony let (v období pozdního triasu, stupeň carn). Jde o menšího bazálního teropoda, dlouhého asi 1,5 až 1,8 metru a vážícího přibližně 5 nebo 7,1 kilogramu.

## Objev
Fosílie tohoto primitivního dinosaura byly popsány roku 2011 americkým paleontologem Paulem Serenem a jeho kolegy. Nekompletně zachované zkameněliny dvou exemplářů byly odkryty v souvrství Ischigualasto, kde byl dříve objeven také další primitivní dravý dinosaurus druhu Herrerasaurus ischigualastensis a Eoraptor lunensis. Typový druh dostal vědecké jméno Eodromaeus murphi.